# Шведска на Европском првенству у атлетици у дворани 1975.
Шведска је учествовала  на 6. Европском првенству у дворани одржаном одржаном  8. и 9. марта у Спортско-забавној дворани Сподек у Катовицама, (Пољска).  Репрезентацију Шведске у њеном шестом учешћу на европским првенствима у дворани представљао је  6  спортиста ( 6 м и 0 ж) који су се такмичили у 7 дисциплина:.
Са једном освојение бронзаном медаљом Шведска је у укупном пласману делила 14. место  са Холандијом и Швајцарском. од 16 земаља које су освајале медаље.
У табели успешности (према броју и пласману такмичара који су учествовали у финалним такмичењима (првих 8 такмичара)) Шведска је са 4 учесника у финалу и 10 бодовазаузела 15 место., од 18 земмаља које су имале представнике у финалу, односно само Аустрија, Данска, Луксембург, Норвешка, Турска и Шпанија, нису имале финалисте.
| Плас. | Земља   | 1. место | 2. место | 3. место | 4. место | 5. место | 6. место | 7. место | 8. место | Бр. финал. - Бод. |
| ----- | ------- | -------- | -------- | -------- | -------- | -------- | -------- | -------- | -------- | ----------------- |
| 15.   | Шведска | −        | −        | 1 − 6    | −        | −        | −        | 1 − 2    | 2 − 1    | 4 − 10            |

## Учесници
| Бр. | Дисциплина | Мушкарци         | Жене | Укупно |
| --- | ---------- | ---------------- | ---- | ------ |
| 1.  | 400 м      | Михел Фредриксон |      | 1      |
| 2.  | 800 м      | Оке Свенсон      |      | 1      |
| 3.  | 1.500 м    | Оке Свенсон*     |      | 1      |
| 4.  | 3.000 м    | Дан Гланс        |      | 1      |

| Бр. | Дисциплина  | Мушкарци    | Жене | Укупно |
| --- | ----------- | ----------- | ---- | ------ |
| 5.  | Скок увис   | Рун Алмен   |      | 1      |
| 6.  | Скок мотком | Ћел Исаксон |      | 1      |
| 7.  | Скок удаљ   | Улф Јарфелт |      | 1      |
|     | Укупно (7)  | 6 (7)*      |      | 6 (7)* |

- Звездица уз име такмичара означава да је учествовао у више дисциплина
- Звездица уз број у загради означава да су у њега још једном урачунати такмичари који су учествовали у више дисциплина.

## Освајачи медаља (1)

### Бронза (1)
1. Рун Алмен  −  skok uvis

## Резултати

### Мушкарци
| Атлетичар         | Дисциплина  | Лични рекорд | Квалификације | Квалификације | Полуфинале | Полуфинале | Финале               | Финале   | Детаљи |
| Атлетичар         | Дисциплина  | Лични рекорд | Резултат      | Место         | Резултат   | Место      | Резултат             | Место    | Детаљи |
| ----------------- | ----------- | ------------ | ------------- | ------------- | ---------- | ---------- | -------------------- | -------- | ------ |
| Михаел Фредриксон | 400 м       |              | 49,28 кв      | 3. у гр 3     | 49, 18     | 4. у пф 1  | Није се квалификовао | 7. / 9   |        |
| Оке Свенсон       | 800 м       |              | 1:57,9        | 37 у гр 1     |            |            | Није се квалификовао | 13. / 13 |        |
| Оке Свенсон       | 1.500 м     |              | 3:55,5        | 37 у гр 1     |            |            | Није се квалификовао | 18. / 19 |        |
| Дан Гланс         | 3.000 м     | 7:57,95 НРд  |               |               |            |            | 8:04,4               | 8. / 13  |        |
| Рун Алмен         | скок увис   | 2,22 НРд     | 2,19          |               |            |            |                      |          |        |
| Ћел Исаксон       | скок мотком | 5,45 НРд     | 5,25          | 8. / 16       |            |            |                      |          |        |
| Улф Јарфелт       | скок удаљ   |              | 7,42          | 7. / 9 (10)   |            |            |                      |          |        |

## Биланс медаља Шведске после 6. Европског првенства у дворани 1970—1975.
|     | ЕП     |   |   |   |   | УП   |
| 1.  | 1970.  | 0 | 1 | 0 | 1 | = 10 |
| 2.  | 1971.  | 0 | 1 | 1 | 2 | 9    |
| 3.  | 1972.  | 0 | 1 | 0 | 1 | = 10 |
| 4.  | 1973.  | 0 | 0 | 0 | 0 | 15   |
| 5.  | 1974.  | 2 | 0 | 0 | 2 | 13   |
| 6.  | 1975.  | 0 | 0 | 1 | 1 | 14   |
| 1—5 | Укупно | 2 | 3 | 2 | 7 | 14.  |
| --- | ------ | - | - | - | - | ---- |

|    | Атлетичар/ка |   |   |   |   |
| 1. | Ћел Исаксон  | 0 | 2 | 0 | 2 |
| -- | ------------ | - | - | - | - |

## Шведски освајачи медаља после 6. Европског првенства 1970—1975.
|    | Атлетичар/ка                                                | м | ж | ЕП        | Дисциплина |   |   |   |   | УП    |
| -- | ----------------------------------------------------------- | - | - | --------- | ---------- | - | - | - | - | ----- |
| 1. | Ћел Исаксон (1)                                             | м |   | 1970.     | мотка      |   |   |   | 1 | = 10. |
| 2. | Ћел Исаксон /2)                                             | м |   | 1971.     | мотка      |   |   |   |   |       |
| 3. | Рики Брух                                                   |   | ж | 1971.     | кугла      |   |   |   | 2 | 9.    |
| 4. | Ханс Лагерквист                                             | м |   | 1972.     | мотка      |   |   |   | 1 | = 10. |
| 5. | Михел Фредриксон,* Герт Мелер, Андерс Фагер, Димитре Грама  | м |   | 1974.     | штафета    |   |   |   |   |       |
| 6. | Ан Шарлот Хесе, Лена Фрисон, Ан Маргрет Утерберг, Ан Ларсон |   | ж | 1974.     | штафета    |   |   | 2 |   |       |
| 7. | Руне Алмен                                                  | м |   | 1975.     | вис        |   |   |   | 1 | =14.  |
|    | Укупно                                                      | 5 | 1 | 1970—74.. |            | 2 | 3 | 2 | 7 | =14.  |